# Шквара, Дарья Александровна
Дарья Александровна Шквара (род. 8 июня 1995, Новороссийск, Краснодарский край) — российская футболистка, полузащитница.

## Биография
Начала заниматься футболом в 13-летнем возрасте в Новороссийске. С 15 лет занималась в училищах в Подмосковье, в городах Серебряные Пруды и Звенигород.
На взрослом уровне дебютировала в высшей лиге России 6 марта 2013 года в составе «Россиянки» (Московская область), в матче против «Мордовочки». В сезоне 2012/13 команда стала серебряным призёром, однако футболистка провела только один матч. Продолжала выступать за подмосковный клуб до 2015 года и в сезоне 2015 года снова стала серебряным призёром.
В 2016 году перешла в московский ЦСКА, в своём первом сезоне была игроком основы, сыграв 15 матчей и забив свой первый гол в высшей лиге — 23 июля 2016 года в ворота своего бывшего клуба «Россиянка». В 2017 году потеряла место в основе армейцев, сыграв лишь 4 неполных матча, также в этом сезоне команда завоевала Кубок России.
В 2018 году выступала на правах аренды за клуб «Звезда-2005» (Пермь), в его составе стала бронзовым призёром чемпионата России и обладательницей Кубка страны. В 2019 году продолжила играть за пермский клуб и снова стала обладательницей Кубка России. В 2020 году перешла в петербургский «Зенит». В 2021 году завершила карьеру в большом футболе и стала выступать в пляжном футболе.
Выступала за молодёжную сборную России.
Окончила Российский государственный университет туризма и сервиса (2018).